# Spinozismo
Per spinozismo s'intende in senso lato il complesso della dottrina e dei concetti filosofici di Baruch Spinoza o, più specificatamente, il pensiero dei suoi seguaci o di quelli che si rifanno alla sua filosofia interpretandola come fonte della propria.

## I diversi significati attribuiti allo spinozismo

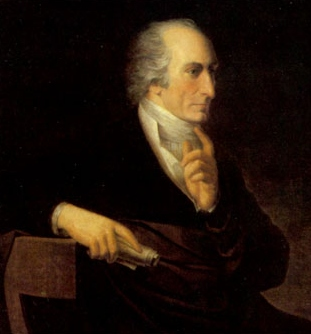
Friedrich Heinrich Jacobi

Il termine "spinozismo" è stato considerato anche come omologo di "panteismo" in riferimento alla formula spinoziana del "Deus sive Natura" che sostiene che Dio coincida con l'universo materiale. Conseguenza paradossale di una tale interpretazione sarà la definizione dello spinozismo, data da Hegel, come acosmismo, cioè tale da negare realtà al cosmo che esisterebbe solo "in Dio" e non di per se stesso.
Per questo si identifica lo spinozismo anche con il panenteismo (dal greco πᾶν "tutto", ἐν "in", θεός "Dio"), la posizione teologica che sostiene che Dio sia immanente nell'universo, ma che allo stesso tempo lo trascenda.
Lo spinozismo infine in quanto filosofia in sé del tutto conseguente, geometrica, e priva di concessioni alla libertà, è stata vista come coincidente necessariamente con l'ateismo, perché priverebbe Dio di ogni aspetto personale e trascendente.
«Questo mi diventò chiaro, e compresi che perciò lo spinozismo è ateismo.»
Così si esprimeva polemicamente Friedrich Heinrich Jacobi, riprendendo, pur da una posizione opposta, la precedente medesima tesi di Pierre Bayle e trovandosi a condividere con lui l'idea che riportava l'origine dell'ateismo spinoziano alla concezione del naturalismo antico della materia increata (a nihilo nihil fit) che Spinoza avrebbe sviluppato utilizzando il metodo geometrico.

## Lo spinozismo nell'Illuminismo e nell'Idealismo
Nel suo aspetto ritenuto razionalista e materialista, lo spinozismo è stato il «fondamento intellettuale dell'Illuminismo radicale europeo dovunque e non soltanto nei Paesi Bassi, in Germania, in Francia, in Italia e in Scandinavia, ma anche in Gran Bretagna e in Irlanda». Un Illuminismo radicale che, propendendo per lo scetticismo religioso ed il governo repubblicano, ha portato allo stato democratico liberale moderno
Il razionalismo e il determinismo della filosofia di Spinoza si ritrova poi al centro del dibattito nel pensiero classico tedesco sul finire del Settecento, introdotto da Jacobi che lo utilizza polemicamente per sostenere come ogni filosofia razionale che si avvalga di un metodo dimostrativo coerente conduca non solo all'ateismo, ma allo svuotamento della concretezza stessa del mondo. La polemica innescata da Jacobi contribuisce, ciò nonostante, a far risvegliare l'interesse per lo spinozismo, inducendo a ritenerlo comunque un modello di coerenza e di rigore unitario. Johann Gottlieb Fichte gli riconosce queste qualità ma ne ravvisa i limiti nel fatto che esso escluda possa esservi un atto libero e incondizionato all'origine della speculazione filosofica.
Fichte identifica infatti lo spinozismo col dogmatismo, ritenendolo cioè una dottrina che, pur affermando di non assumere nulla senza ragione, presuppone il mondo e la natura come "cose in sé" già date, senza ricercare un loro ulteriore fondamento. Fichte accoglie lo spinozismo nella misura in cui esso si propone come scienza sistematica, ma ritiene che debba essere completato da una «parte pratica» che fondi e determini quella scienza. Senza ammettere un atto incondizionato all'origine del determinismo necessario della sostanza, il dogmatismo spinoziano è destinato a contraddire se stesso.
Più conciliante è Friedrich Schelling, per il quale «l'idealismo di Fichte è, in questo senso, il perfetto opposto dello spinozismo, o uno spinozismo invertito, in quanto Fichte oppone all'oggetto assoluto di Spinoza che annientava ogni soggetto, il soggetto nella sua assolutezza, l'"atto" all'essere assolutamente immobile di Spinoza». Si tratta in realtà di due visioni complementari, difatti nella sua concezione dell'Assoluto Schelling vede un'identità del meccanicismo spinoziano e del dinamismo della Natura romanticamente intesa di Johann Gottfried Herder.

## Lo spinozismo nella filosofia della religione
Secondo Spinoza la rivelazione non può essere accettata da un punto di vista conoscitivo ma si deve riconoscerle semplicemente un valore morale da utilizzare in senso genericamente pedagogico. Così è da respingere ogni figurazione antropomorfa della divinità che non è neppure identificabile come persona.
Nel 1783 Jacobi comunicava a Moses Mendelssohn, e attraverso lui a tutti gli intellettuali tedeschi, che Gotthold Ephraim Lessing, poco prima di morire, gli aveva confidato di essersi convinto del panteismo e quindi dell'implicito ateismo spinoziano.
È stato rilevato tuttavia come il panteismo di Spinoza, pur respingendo le religioni storiche tradizionali, fosse mosso da un profondo sentire religioso, e ciò proprio in quanto escludeva ogni possibile autonomia del mondo rispetto a Dio. Nella sua concezione religiosa si riconobbe Einstein, che dichiarava: «Io credo nel Dio di Spinoza che si rivela nell'ordinaria armonia di ciò che esiste, non in un Dio che si preoccupa del fato e delle azioni degli esseri umani».

## Lo "Spinozastreit"
Da queste rivelazioni considerate scandalose si originò il cosiddetto "Spinozastreit", un'accesa polemica tesa da una parte a scagionare Lessing dall'infamante accusa di ateismo e dall'altra a rivalutare e riprendere la filosofia quasi dimenticata di Spinoza che ora veniva presa a conferma dell'impostazione panteistica della filosofia tedesca della fine del Settecento.
Tra i sostenitori del filosofo olandese si schierarono lo stesso Mendelssohn, il quale sosteneva che sulla base di un "panteismo spinoziano purificato" si potesse accettare che l'esistenza di Dio fosse razionalmente dimostrabile, e Herder che riprese la dottrina spinoziana sulla natura condivisa anche da Johann Wolfgang von Goethe.

### Lo spinozismo di Goethe
Dallo spinozismo Goethe elaborò una concezione della scienza diversa da quella astratta e asettica comunemente intesa. Lo scienziato della natura per lui, prima ancora di procedere all'esame oggettivo e distaccato dei fenomeni naturali, deve essere in grado di compenetrarsi con essa, di percepire la sua "parentela con la natura" unendosi al Tutto. Come per Spinoza così per Goethe si deve abbandonare la visione antropocentrica, e l'uomo deve convincersi che egli non è un essere naturale distinto dalla Natura, tale da liberamente agire su di essa padroneggiandola («l'uomo nella natura come un impero in un impero») ma un essere tra gli altri esseri naturali.

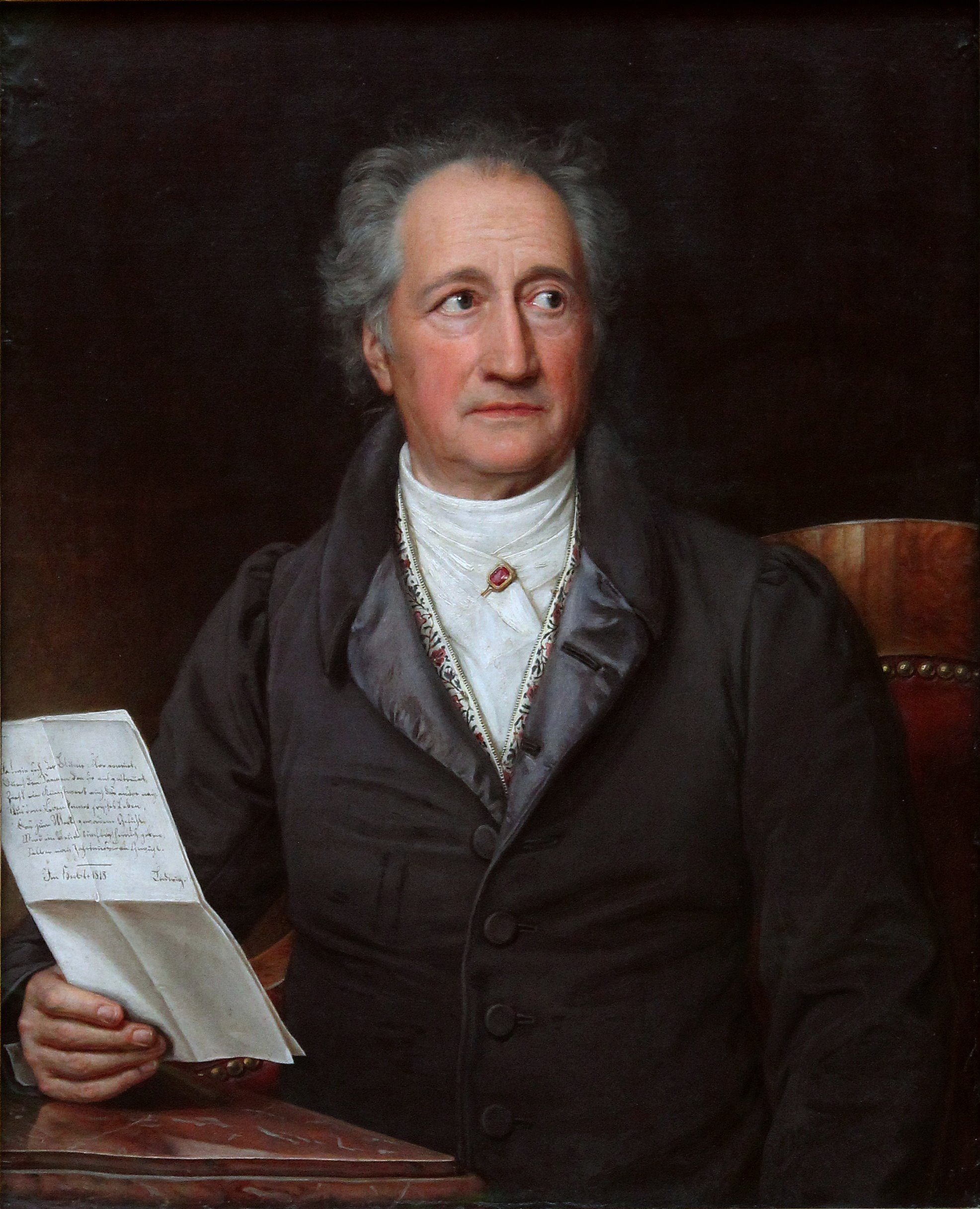
Johann Wolfgang von Goethe

Goethe infine condivide pienamente con Spinoza, purificato dal suo "metodo geometrico", la sua concezione panteistica e la non trascendenza della divinità, al punto che lo studioso del pensiero spinoziano Klaus Michael Meyer-Abich ha affermato che «il pensiero di Goethe è qui così vicino a quello di Spinoza da meritare senz'altro di essere definito come un congeniale spinozismo»

### Lo spinozismo di Herder

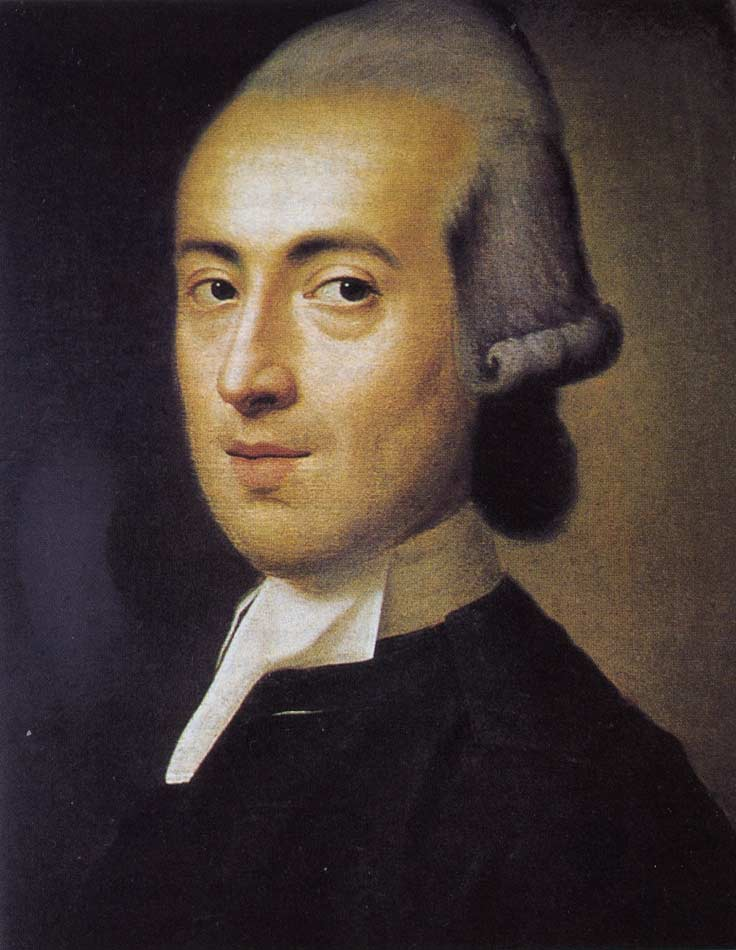
Johann Gottfried Herder

Come Goethe anche Johann Gottfried Herder apprezzò in modo particolare la visione spinoziana della natura che si identifica con Dio, difendendola dall'interpretazione "atea" offerta da Jacobi. Herder e Goethe condividono anche l'integrazione della sostanza spinoziana con quella di forza delle monadi di Gottfried Wilhelm von Leibniz così che i "modi" ("Natura naturata") non sono più espressioni meccaniche della "Natura naturans" ma forze vive che agiscono in essa e nella storia dell'uomo caratterizzata da un progressivo sviluppo interno ad essa. L'uomo si distacca dalla natura, producendo da sé le sue opere e dunque la sua storia: